# (408832) 2001 QJ298
(408832) 2001 QJ298 est un objet transneptunien faisant partie des cubewanos, découvert le 21 août 2001 par Marc William Buie.
(408832) 2001 QJ298 a un diamètre d'environ 200 km.